# Râul Râpelor
Râul Râpelor este un curs de apă, afluent al râului Strei. 